# Egyesült Koreai Csapat

A koreai egyesítés jelképe, a thongilgi (t'ongilgi)

Egyesült Koreai Csapatnak (hangul: 남북 단일팀, Nambuk tanilthim, handzsa: 南北 單一팀, RR: Nambuk daniltim, ’Dél–északi együttes csapat’) nevezzük azt a sportválogatottat, amely a Koreai Népi Demokratikus Köztársaságot és a Koreai Köztársaságot egyaránt képviselte. Mivel a két ország a Korea névre is külön neveket használ, a semleges, angol nyelvű Koria(코리아) név használata mellett döntöttek, jelképéül pedig egy fehér alapon a Koreai-félszigetet kék színnel ábrázoló zászlót választottak. Himnusz gyanánt a koreai nemzet összetartozását kifejező Arirang című dalt választották.